# Хайреддин Хызыр-паша
Кёсемихалоглу́ Хайредди́н Хызы́р-паша́ (тур. Kösemihaloğlu Hayreddin Hızır Paşa) — государственный деятель Османской империи, живший в XV веке.

## Биография
Происходил из рода Михалоглу из Амасьи и был сыном Мехмед-бея.
После завоевания Трапезунда султан Мехмед Фатих назначил его губернатором новообразованной провинции Трабзон. Присоединивший территории от Гёреле до Чороха, Хызыр-паша сыграл большую роль в тюркизации и исламизации региона.

## Благотворительность
Построил мечеть в Трабзоне, а в Амасье комплекс из мечети, медресе, мектеба, шадырвана и хаммама.